# 侯学煜
侯学煜（1912年4月2日—1991年4月16日），安徽和县历阳镇人，中国生态学家。

## 生平
1937年毕业于国立中央大学农学院农业化学系。随后回到家乡，任和县初级中学中学教员。不久，任地质调查所土壤研究室练习生、调查员、研究员。1945年至1949年，留学美国宾夕法尼亚州立大学研究院，获硕士和博士学位。
1950年，侯学煜回到中国，任职于中国科学院植物研究所，在所内创建了中国首个植物生态研究室，任该研究室主任、研究员，并兼任清华大学、北京师范大学教授。长期从事地植物学、植被制图、植物生态学等研究工作。侯学煜历任中国植物学会常务理事、中国土壤学会理事、中国地理学会理事、植物生态学会和植物学专业委员会主任、中国林学会森林专业委员会副主任，中国生态学学会副理事长、中国科协第三届委员会委员、国家人和生物圈委员会委员、国际土壤学会会员，并且历任《植物生态学地质物学丛刊》、《土壤学报》、《地理学报》、《自然资源》等刊物的编委。1980年当选为中国科学院学部委员。后来曾任全国人大常委、全国政协常委。
1980年代，侯学煜参加三峡工程专题论证，任生态与环境论证组顾问。侯学煜指出，三峡库区的“陆地生态系统非常脆弱”。在1988年的论证中，侯学煜指出：“建坝后，沿江两岸的密集人口，势必要扩大到山坡上找出路，于是毁林开荒、陡坡种植、有增无减，随之土壤侵蚀，贫瘠化的现象加重，水土流失面积扩大，强度加剧，泥石流、滑坡、干涝灾害也日益加重。”侯学煜是生态与环境论证组仅有的两位拒绝在最后的论证结论上签字的人之一。未在最后论证结论上签字者有：
- 防洪论证组顾问：陆钦侃（水利电力部水利部规划局副总工程师）
- 防洪论证组专家：方宗岱（中国水利水电科学研究院咨询）
- 综合经济评价组专家：郭来喜（中国科学院国家计委地理研究所研究员）
- 综合经济评价组专家：黄元镇（中国水利水电建设工程咨询公司副董事长）
- 综合规划与水位组专家、综合经济评价组专家：何格高（国家计委中咨公司）
- 移民组专家：李玉光（国家土地管理局建设用地司总工程师）
- 移民组地方官员代表：廖文权（四川开县移民办公室主任）
- 生态与环境论证组顾问：侯学煜（中国科学院植物研究所研究员、全国人大常委会委员）
- 生态与环境论证组专家：陈昌笃（北京大学教授）
- 电力组专家、综合规划与水位组顾问：覃修典（中国水利水电科学研究院咨询）
- 电力组专家：伍宏中（中国水利水电规划设计院主任工程师）
- 电力组专家：程学敏（水利电力部外事司咨询）

1991年4月16日，侯学煜在北京病逝。

## 著作
侯学煜一生撰写专著十余本，论文三百余篇。侯学煜1954年撰写的《中国酸性土、钙质土和盐碱土指示植物》一文，获1978年全国科学大会奖。1959年，与林厚萱、章彗麟合著《中国150种植物化学成份及其分析方法》。他先后出版《中国植被》、《中国植被图》、《中国植被地理及优势植物化学成份》等书。他所著的《植物生态地理的内容任务概念和研究方法》，成为日本生态学家诏田真教授所著的《生态方法论》一书的主要参考书之一。
侯学煜的主要著作有：
- 侯学煜，中国境内酸性土钙质土和盐鹼土的指示植物，中国科学院，1952年
  - 侯学煜，中国境内酸性土钙质土和盐鹼土的指示植物，科学出版社，1954年
- 侯学煜，植物生态地理学的内容任务概念和研究方法，科学出版社，1956年
- 侯学煜，贵州省及其邻近地区的蕨类植物生态环境的初步观察（植物生态学与地植物学资料丛刊第14号），科学出版社，1957年
- 侯学煜、林厚萱、章彗麟，中国150种植物的化学成分及其分析方法，高等教育出版社，1959年
- 侯学煜 编著，中国的植被，人民教育出版社，1960年
- 侯学煜，中国植被地理及优势植物化学成分，科学出版社，1982年
- 侯学煜 供稿编写，初级中学课本植物学教学挂图——我国的植物群落，上海教育出版社，1983年
- 侯学煜，中国自然生态区划与大农业发展战略，科学出版社，1988年
- 侯学煜，中国自然地理 植物地理（下册）（中国植被地理），科学出版社，1988年
- 植被生态学研究编辑委员会，植被生态学研究——纪念著名生态学家侯学煜教授，科学出版社，1994年
- 侯学煜，1:1 000 000 中国植被图集，中国地图出版社，2001年